# Liste der Naturdenkmale in Bruchweiler-Bärenbach
Die Liste der Naturdenkmale in Bruchweiler-Bärenbach nennt die im Gemeindegebiet von Bruchweiler-Bärenbach ausgewiesenen Naturdenkmale (Stand 23. Mai 2024).

## Naturdenkmale
| Nr.         | Bezeichnung         | Lage                                                   | Beschreibung                            | Bild                                    |
| ----------- | ------------------- | ------------------------------------------------------ | --------------------------------------- | --------------------------------------- |
| ND-7340-297 | Napoleonsfelsen     | westlich des Ortes, oberhalb des Schmalsteinecks Lage  | freistehender Buntsandsteinfelsen       | Fotos hochladen                         |
| ND-7340-298 | Schmalsteinfelsen   | westlich des Ortes, oberhalb des Wöllmersbachtals Lage | Buntsandsteinfelsen                     | Direkt Bild zu diesem Denkmal hochladen |
| ND-7340-299 | Dretscherbergfelsen | westlich des Ortes, oberhalb des Wöllmersbachtals Lage | Buntsandsteinfelsen                     | Direkt Bild zu diesem Denkmal hochladen |
| ND-7340-300 | Zwicksteinfelsen    | westlich des Ortes; Abteilung Am Zwickstein Lage       | Buntsandsteinfelsen                     | Direkt Bild zu diesem Denkmal hochladen |
| ND-7340-301 | Rauchbergfelsen     | nordwestlich des Ortes auf dem Rauhberg Lage           | Buntsandsteinfelsen                     | Fotos hochladen                         |
| ND-7340-302 | Käsekammerfelsen    | westlich des Ortes; Abteilung Am Zwickstein Lage       | Buntsandsteinfelsen                     | Direkt Bild zu diesem Denkmal hochladen |
| ND-7340-303 | Wöllmersbergfelsen  | nordwestlich des Ortes auf dem Wöllmersberg Lage       | langgestreckter Buntsandsteinfelsengrat | Fotos hochladen                         |
| ND-7340-304 | Geiersteinfelsen    | nordöstlich des Ortes; Abteilung Geiersteinhalde Lage  | Buntsandsteinfelsen                     | Fotos hochladen                         |